# Alexander Kapp (Pädagoge)
Otto Emmerich Alexander Kapp (* 28. Januar 1800 in Ludwigsstadt; † 9. Oktober 1869 in Fluntern, damals selbständige Gemeinde, heute ein Quartier der Stadt Zürich) war ein deutscher Lehrer, Schulleiter und Pädagoge. Auf ihn geht die Erstverwendung des Begriffs Andragogik für die Wissenschaft der Bildung im Erwachsenenalter zurück.

## Leben
Kapps Eltern waren der Ludwigsstädter Justizamtmann Christian Kapp (1763–1814) und dessen Ehefrau Sophie geborene Friedlein. Das Paar hatte zwölf Kinder, darunter den Philologen Friedrich Kapp (1792–1866) und den Philosophen Ernst Kapp (1808–1896).
Kapp nahm 1821 eine Stelle als Hilfslehrer am Königlichen Gymnasium Hamm auf, an dem sein Bruder Friedrich als Oberlehrer arbeitete. 1823 wechselte Kapp als Lehrer für klassische Philologie an das Gymnasium Minden. Von 1827 bis zu seinem Wechsel 1832 an das Archigymnasium Soest war Kapp Bibliothekar der dortigen Schulbibliothek. In Minden war er am Ende Oberlehrer und Prorektor, diese Rollen übernahm er auch bei seinem Antritt in Soest. Ab dem Jahr 1842 betrieb er parallel zu seiner Tätigkeit am Archigymnasium zusammen mit seiner Frau Ottilie ein weibliches Erziehungsinstitut in Soest. Ende 1854 verließ Kapp Soest als leitender Oberlehrer und Rektor.
Kapp zog wegen der größeren Freiheit in die Schweiz nach Fluntern in der Nähe von Zürich. Er ist dort erstmals 1858 aktenkundig. In Fluntern gründete und leitete er zusammen mit seiner Frau und seinen Töchtern das „weibliche Erziehungsinstitut“ Kapp’sches Institut (Töchter). Zugleich war er Lehrer am Zürcher Polytechnikum. 1863 wurde Kapp in der Gemeinde Witikon eingebürgert.

### Familie
Alexander Kapp heiratete 1825 Ottilia „Ottilie“ von Rappard (1803–1857), die Schwester des Juristen und Mitglieds der Frankfurter Nationalversammlung Conrad von Rappard (1805–1881). Das Paar hatte zwei Töchter und einen Sohn.

## Werk

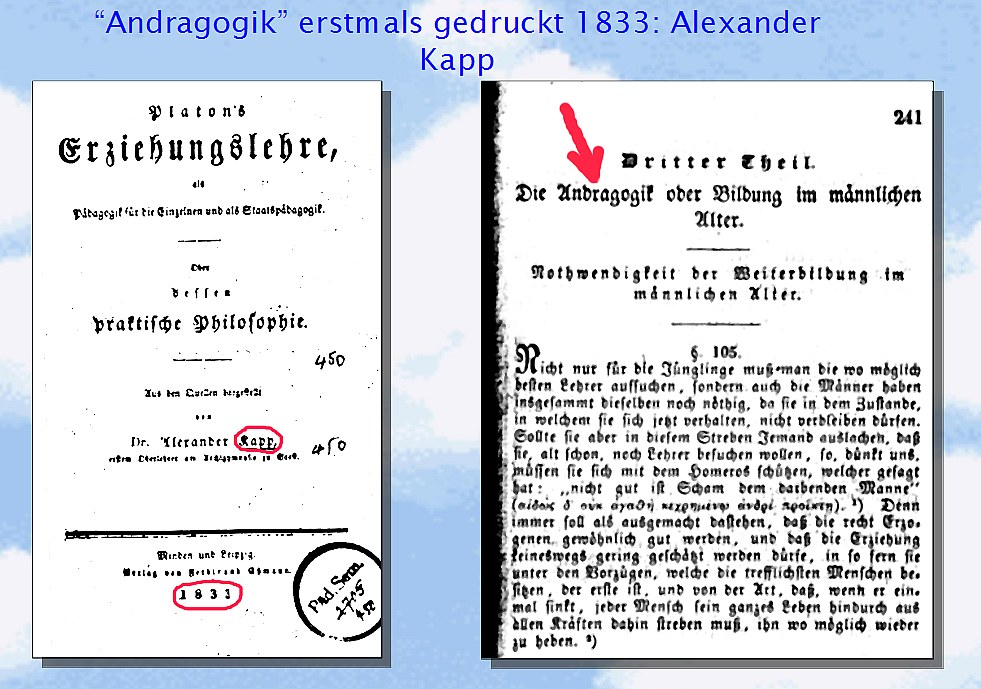
Erste Nennung von „Andragogik“

Kapp veröffentlichte 1833 die Schrift Platon’s Erziehungslehre, als Pädagogik für die Einzelnen und als Staatspädagogik. In dieser Schrift gliederte er die Erziehungsgedanken Platons in vier Stufen Propädeutik, Pädagogik, Andragogik und Poliagogik. Diese Verwendung von Andragogik stellt die erste bekannte Verwendung dieses Begriffs im deutschsprachigen Raum dar.

## Schriften
- Platon’s Erziehungslehre, als Pädagogik für die Einzelnen und als Staatspädagogik. Ferdinand Eßmann, Minden/Leipzig 1833, OCLC 257762692 (deutsche-digitale-bibliothek.de).
- Aristoteles' Staatspädagogik als Erziehungslehre für den Staat und die Einzelnen. Schulz, Hamm 1837, OCLC 257762715, urn:nbn:de:bvb:12-bsb10235135-6.
- Die Gymnasialpädagogik im Grundrisse. Ritter, Arnsberg 1841, OCLC 30628017, urn:nbn:de:bvb:12-bsb10763227-5.
- Fragmente aus einer neuen Bearbeitung der Gymnasial-Pädagogik. Mitgetheilt zur wissenschaftlichen Verständigung bei der bevorstehenden Reorganisation des gesammten und insbesondere des Gymnasial-Schulwesens. Ritter, Arnsberg 1848, OCLC 610648225, urn:nbn:de:bvb:12-bsb10447695-3.